# Воля за власт
„Воля за власт“ (на немски: Der Wille zur Macht) е име на книга, съставена от бележките на германския философ Фридрих Ницше. Книгата е публикувана след смъртта му от неговата сестра – Елизабет Ницше. Творбата се определя като теоретико-философска проза.
Изданието е критикувано за тенденциозен подбор на бележките и фалшифицирането им.

## Преводи в България
В превод на Пламен Градинаров „Воля за власт“ се публикува от издателство Захарий Стоянов през 2009 г. Този превод упоменава като източник Der Wille zur Macht. Versuch einer Umwertung aller Werte. Nietzsches Werke. Bd IX-X. Aus dem Nachlass 1884 – 88. Leipzig: Alfred Kröner Verlag, 1922. Изданието включва, без допълнителен критически коментар, предговора на Елизабет Фьорстер-Ницше. Не се споменава нищо за рецепцията на книгата, както и изданието на Коли и Монтинари на посмъртните фрагменти на Ницше, окончателно развенчало „книгата“ „Воля за власт“ като фалшификат.

## История на творбата
През 1886 г. Ницше обявява (в края на „Генеалогия на морала“) нова творба със заглавието „Воля за власт: Опит за преоценка на всички ценности“. Философът използва част от черновата в „Антихрист“ и „Залезът на кумирите“ (и двете написани през 1888 г.).